# Schwarzer Freitag (1954)
Schwarzer Freitag (Originaltitel: Black Tuesday) ist ein US-amerikanisches Film-noir-Kriminaldrama aus dem Jahr 1954 unter der Regie von Hugo Fregonese mit Edward G. Robinson, Peter Graves und Jean Parker in den Hauptrollen.

## Handlung
Der gewalttätige Betrüger Vincent Canelli flieht nachts, kurz vor seinem Hinrichtungstermin, aus dem Gefängnis. Mit Hilfe eines falschen Zeitungsreporters und Canellis Freundin Hatti, die die Flucht geplant hat, nimmt er fünf Geiseln: den Gefängnispfarrer, den Gefängnisarzt, einen der Wärter, die junge Reporterin, deren Platz von einem der Bandenmitglieder eingenommen wurde, und die Tochter eines weiteren Wärters. Die junge Frau wird entführt, um ihren Vater – der im Gegensatz zu dem als Geisel genommenen Wärter die Insassen der Todeszelle stets gut behandelt – zur Flucht zu zwingen.
Ein anderer Häftling, Peter Manning, wird entführt, weil Canelli die große Menge gestohlenen Geldes haben will, die Manning vor seiner Inhaftierung versteckt hatte. Er hat bei dem Raubüberfall einen Menschen getötet und weigert sich, den Behörden den Verbleib des Geldes zu verraten, wenn seine Todesstrafe nicht in lebenslange Haft umgewandelt wird. Alle anderen Insassen des Todestraktes werden ebenfalls entführt, aber Manning wird bei der Flucht schwer verletzt. Er wird von einer anderen Geisel, dem Gefängnisarzt, behandelt, und als er wieder zu sich kommt, muss er mit Schrecken feststellen, dass Canelli die drei anderen Gefangenen zurückgelassen hat, die nichts von dem geplanten Ausbruch wussten und im Gegensatz zu Canelli nirgendwo hingehen können und auch keine Hilfe bei der Flucht haben. Die Suche nach ihnen wird die Verfolgung von Canelli erschweren und ihm die Flucht erleichtern. Manning und Hatti wollen das Geld abholen, aber seine Wunde reißt wieder auf und er hinterlässt eine Blutspur, die die Polizei alarmiert.
Die Bande taucht in einem Versteck unter, doch als sie mit der Beute außer Landes fliehen will, wird sie von der Polizei umstellt. Canelli droht, die Geiseln zu töten, wenn sie ihm nicht freies Geleit gewähren. Er schießt auf eine der Geiseln, verletzt sie schwer und tötet auch den entführten Gefängniswärter, um seinen Standpunkt zu verdeutlichen. Anschließend plant er, die verletzte Geisel aus dem oberen Stockwerk in den Tod zu stürzen. Das ist Manning schließlich zu viel, er tötet Canelli und stellt sich mit der Waffe in der Hand freiwillig der Polizei, anstatt in den Todestrakt zurückzukehren.

## Kritiken
Die New York Times lobte den Film und schrieb: „… es ist gut, daran erinnert zu werden, dass Hollywood immer noch die Nummer eins ist, wenn es um Gangstermelodramen geht. Man nehme nur Black Tuesday, der gestern das neue Bühnenprogramm des Palace begleitete und in dem Edward G. Robinson sein altes, böses, wildes Ich spielt. Wir fügen eilig hinzu, dass diese von Robert Goldstein produzierte, mit einem mittleren Budget ausgestattete United Artists-Produktion in keiner Weise an die große Tradition jener Cops-and-Killers-Filme aus dem Großstadtdschungel der wilden zwanziger Jahre anknüpft, als sich die Robinsons, Cagneys und Munis die Zähne ausbissen. Doch oberflächlich betrachtet kann sich der neue Beitrag durchaus mit ihnen messen … Im Gegensatz zu Mr. Robinsons pauschalem Gestammel werden die vergleichsweise unbekannten Gesichter in den Nebenrollen einer nach dem anderen unpersönlich, aber einfühlsam ins Rampenlicht gerückt. Und die meisten von ihnen brillieren überzeugend“.
Der Filmhistoriker und Kritiker Alain Silver sagte über den Film: „Wenn die Gesellschaft als Ganzes bedroht ist, neigen die dargestellten Psychopathen dazu, von der gewalttätigsten Sorte zu sein, als wollten sie die soziale Unterdrückung durch die Übertreibung der Bedrohung rechtfertigen. Edward G. Robinson als Gangster Vincent Canelli in Black Tuesday... zeigt eine sadistische Neigung, die nur noch von James Cagney in Sprung in den Tod übertroffen wird“.